# Фантазия (баня)
Баня «Фантазия» (азерб. «Fantaziya» hamamı) — баня, расположенная в Баку на улице Чингиза Мустафаева, 114. Распоряжением Кабинета министров Азербайджанской Республики от 2 августа 2001 года баня «Фантазия» взята под охрану государства как архитектурный памятник истории и культуры местного значения (инв № 3731).

## История
Баня была построена в 1886 году по проекту известного бакинского инженера и архитектора Николая Августовича фон дер Нонне. Баня открылась для посетителей 13 января 1887 года, открытию была посвящена статья в газете «Каспий».

## Описание
Здание бани занимает почти весь квартал на пересечении улиц Ч. Мустафаева, Видади, И. Сафарали и М. Ибрагимова. Баня «Фантазия» является одной из первых бакинских бань европейского типа.
У здания хорошая внутренняя планировка, зал ожидания с роскошным плафоном, стены украшенные керамическими плитами с цветными художественными сюжетами, отличная отделка внутренних номеров. Полукруглые углы фасада с фронтонами выполнены в классических формах ордерной системы. Главный фасад здания имеет симметрично-осевую структуру с боковыми ризалитами. Общая объёмная пластика здания на высоком уровне облицована камнем-известняком.
В газете Каспий, в статье посвящённой открытию бани, упоминается наличие в бане электрического освещения и отдельных номеров с медицинскими ваннами и душами.

Элементы фасада бани
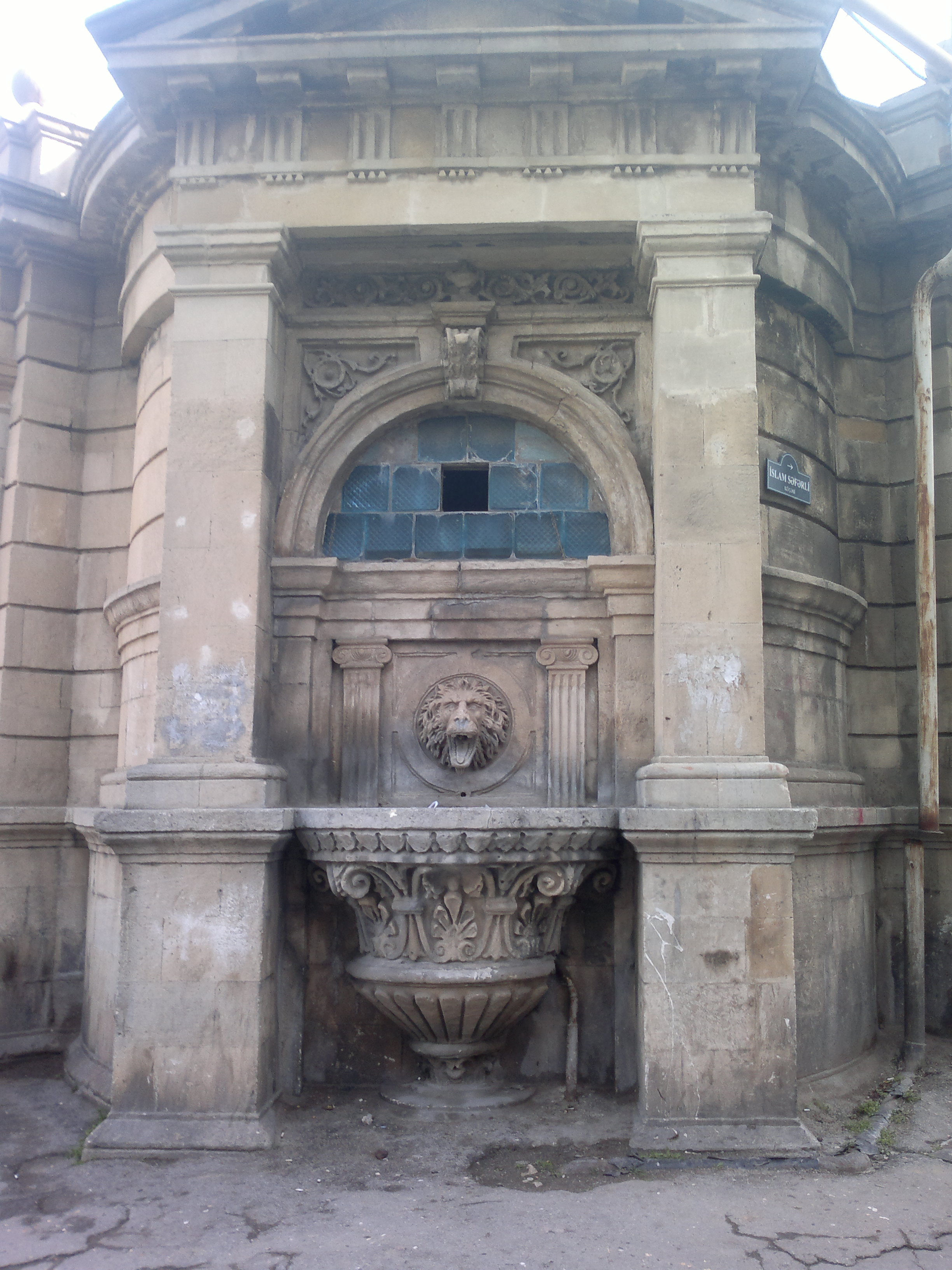
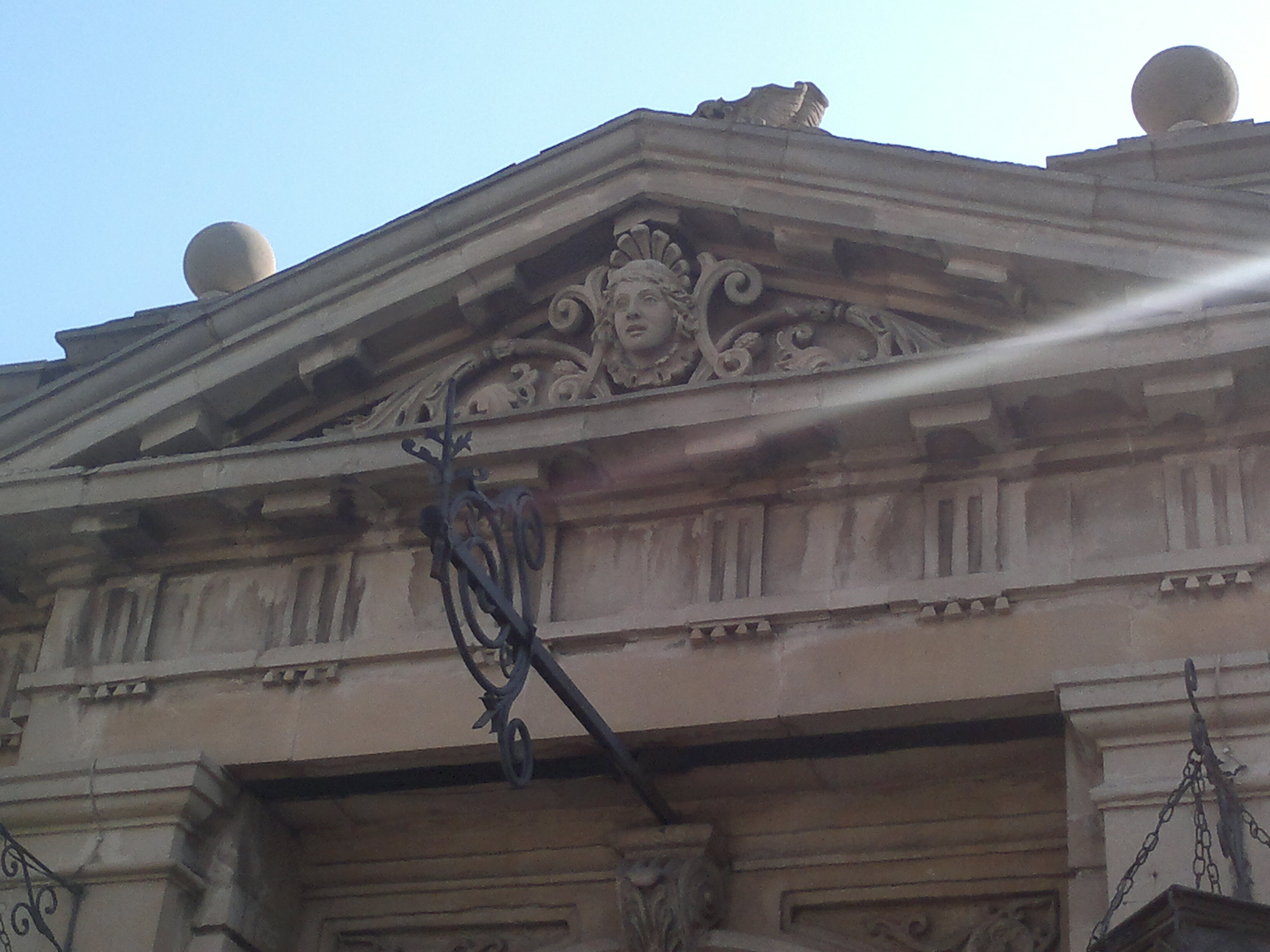
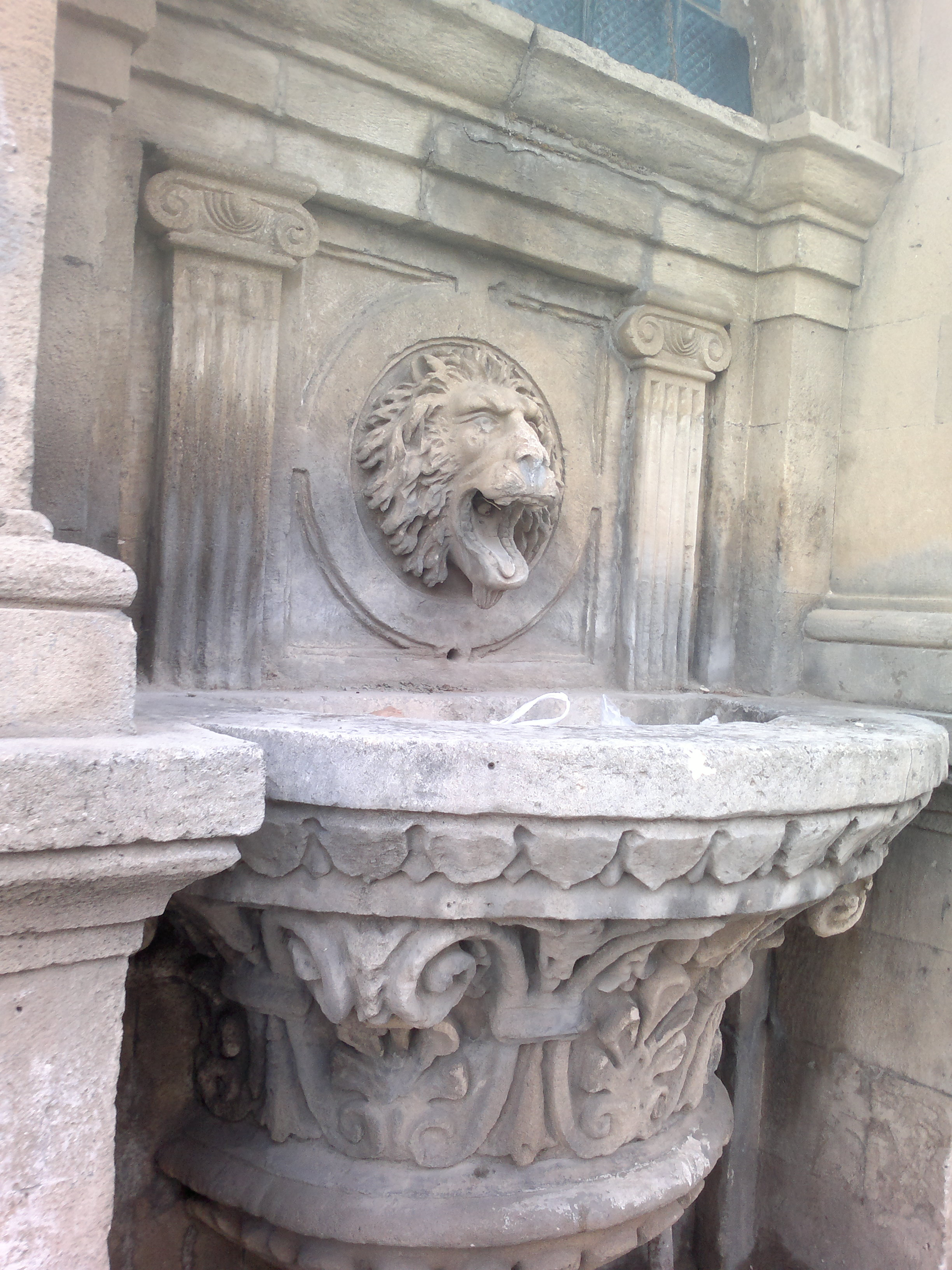
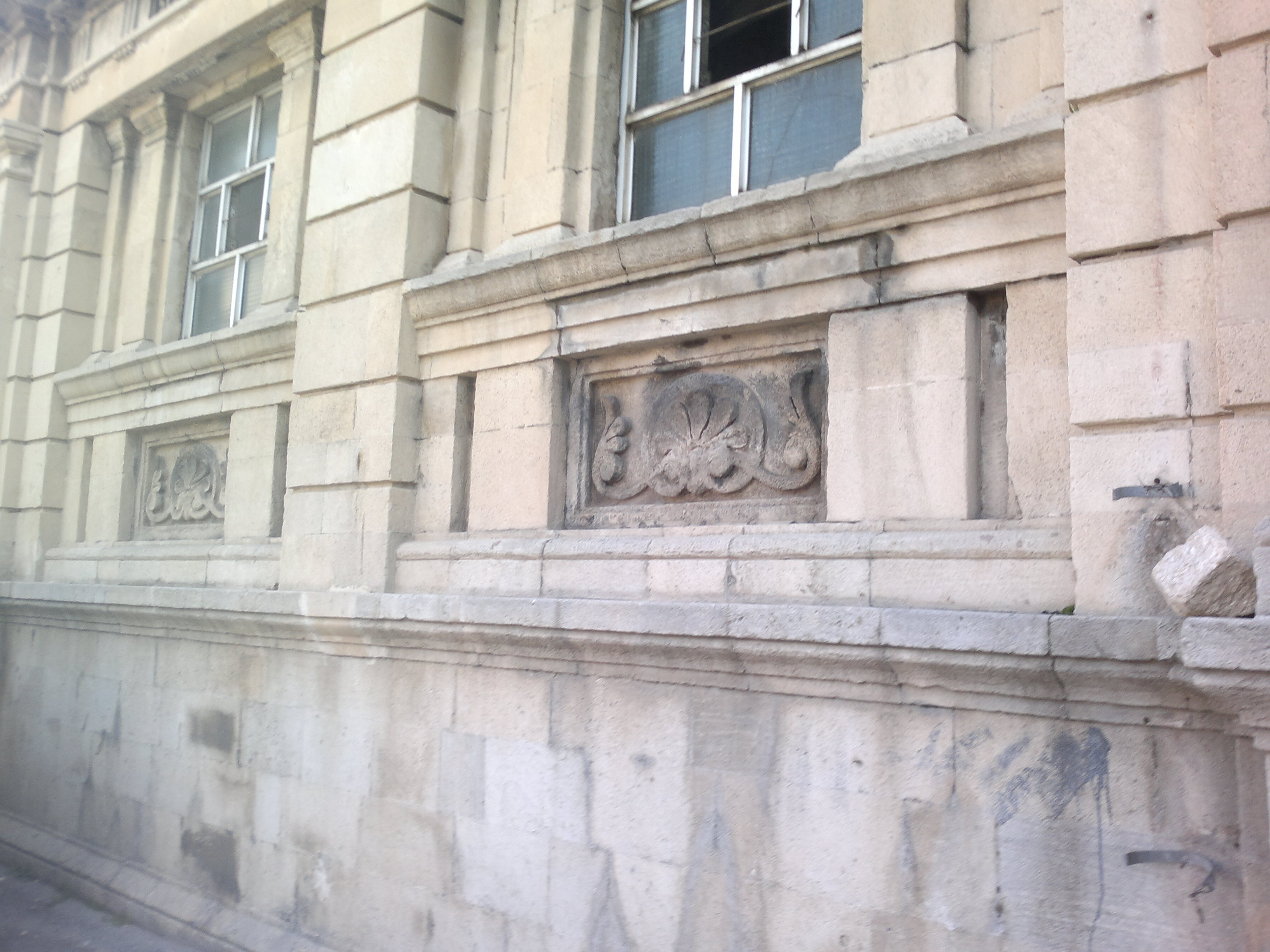